# 荷宮和子
荷宮 和子（にみや かずこ、1963年 - ）は日本の評論家、女子供文化評論家、文筆家。

## 来歴
神戸市出身。神戸大学法学部卒業。
大の宝塚歌劇ファン。また、デパ地下ファンとしても有名でテレビチャンピオンに出場したこともある。

## 著書
- 『少女マンガの愛のゆくえ』光栄カルト倶楽部　1994
- 『ホントの宝塚がわかる本 タカラジェンヌとヅカファンのすべて』広済堂ブックス 1994
- 『おたく少女の経済学―コミックマーケットに群がる少女達』（広済堂ブックス）1995
1995年に岡田斗司夫の｢オタク学入門」に先んじる事1年、著書「おたく少女の経済学」でオタクと経済の関わり、及び可能性について著述する。現在の荷宮と見解が異なる部分もある[要出典]
- 『宝塚の香気 オスカルからポスト・フェミニズムへ』広済堂出版 1995
- 『その時、天使はささやいた』佼成出版社 1996
- 『宝塚ショーへの招待 ショーほど素敵な商売はない』広済堂ブックス 1996
- 『手塚漫画のここちよさ―ヅカファン流手塚論』（光栄）1996
- 『アダルトチルドレンと少女漫画―人並みにやってこれた女の子達へ』』（広済堂出版）1997
- 『宝塚の快感 愛と性を求めて』廣済堂出版 1998
- 『宝塚・スターの花園 観客を魅了するタカラジェンヌ達』廣済堂出版 1999
- 『ごきげんな時代』キルタイムコミュニケーション 2001
- 『宝塚・舞台を彩るスターたち』ごま書房 2001
- 『若者はなぜ怒らなくなったのか 団塊と団塊ジュニアの溝』中公新書ラクレ　2003
- 『声に出して読めないネット掲示板』（中公新書ラクレ）2003
- 『バリバリのハト派－女子供カルチャー反戦論』晶文社 2004
- 『なぜフェミニズムは没落したのか』中公新書ラクレ　2004
- 『キャラクターバカ一代』（バジリコ）2006
- 『宝塚バカ一代　おたくの花咲く頃』青弓社 2009
- 『食べテツの女　あなたはかき揚げ派?コロッケ派?』朝日新聞出版 2010 ISBN 9784022507112
- 『宝塚を食べる!』青弓社 2010
- 『宝塚、おかわり!』青弓社 2011
- 『宝塚まるかじり!』青弓社 2012

### 共著
- 『少女民俗学 パート2　クマの時代 消費社会をさまよう者の「救い」とは』大塚英志共著 光文社 カッパ・サイエンス 1993

### 連載
- 『食べテツの女』朝日新聞 2008年 - 「食べテツ評論家」として駅弁や駅構内の飲食店について書いた。2017年に『帰ってきた食べテツの女』として復活した。

## 出演
- BSマンガ夜話『サード・ガール』（2001年10月30日 NHK BS2） - ゲスト出演
- TVチャンピオン『デパ地下女王選手権』（2002年7月4日 テレビ東京）

## その他
- 手塚治虫文化賞・選考委員 - 第1回（1997年）-第3回（1999年）、第5回（2001年）